# Governar por decreto
Governar por decreto é um estilo de governança que permite a promulgação rápida e incontestada da lei por uma única pessoa ou grupo de pessoas, geralmente sem aprovação legislativa. Embora se destine a permitir respostas rápidas a uma crise, o governo por decreto é facilmente abusado e é muitas vezes uma característica fundamental das ditaduras.
Quando um estado de emergência, como a lei marcial, está em vigor, o governo por decreto é comum. Embora o governo por decreto seja facilmente susceptível aos caprichos e à corrupção da pessoa que está no poder, também é altamente eficiente: uma lei pode levar semanas ou meses a ser aprovada numa legislatura, mas pode ser editada rapidamente durante a decisão por decreto. É isso que o torna valioso em situações de emergência. Assim, é permitido por muitas constituições, incluindo as constituições francesa, argentina, indiana e húngara.
A expressão também é por vezes utilizada para descrever ações de governos democráticos que são consideradas como ignorando indevidamente o escrutínio da legislatura ou da população.

## Exemplos históricos proeminentes

### Lex Titia e Segundo Triunvirato
Um dos primeiros exemplos de governo por decreto foi na antiga República Romana, após o assassinato de Júlio César em 44 a.C., seu sucessor Caio Otávio (Augusto), o general Marco Antônio e o sucessor pontifex maximus Emílio Lépido tomaram o poder no Segundo Triunvirato, oficialmente reconhecido pelo Senado pelo decreto Lex Titia. A resolução, que deu poderes autoritários aos três 'triúnviros' por cinco anos, foi promulgada e restabelecida consecutivamente em 38 a.C. Finalmente entrou em colapso em 33/32 a.C, após a queda de Lépido, levando à guerra civil republicana romana final e ao colapso total do governo republicano. 

### Decreto de Incêndio do Reichstag de 1933
O exemplo mais proeminente na história é o Decreto de Incêndio do Reichstag na Alemanha, aprovado depois que o Edifício do Reichstag pegou fogo em 1933. O chanceler alemão Adolf Hitler convenceu o presidente Paul von Hindenburg a invocar o artigo 48.º da Constituição de Weimar e a emitir um decreto suspendendo os direitos civis básicos indefinidamente. Como resultado deste decreto, as autoridades alemãs conseguiram suprimir ou prender constitucionalmente a sua oposição, o que por sua vez abriu o caminho para o governo de partido único do Partido Nazista.  O estado de exceção que se seguiu, que suspendeu a Constituição sem revogá-la formalmente, durou até o fim do Terceiro Reich em 1945. 

### Emergência Indiana (1975–1977)
Durante a Emergência Indiana em 1975, a Primeira-Ministra Indira Gandhi pressionou o Presidente da Índia a declarar o estado de emergência, dando-lhe poderes absolutos para governar por decreto. Usando estes novos poderes, ela anulou uma decisão do tribunal regional que invalidou a eleição de Gandhi para o parlamento devido a fraude e proibiu-a de participar nas eleições durante seis anos.  Depois de assumir poderes quase ditatoriais, prendeu milhares de políticos da oposição, suspendeu o habeas corpus e reprimiu a liberdade de imprensa.  Em 1977, ela concordou em realizar novamente eleições,  que perdeu estrondosamente. Posteriormente, ela renunciou ao cargo de primeira-ministra e líder do partido. 

### Crise Constitucional Russa (1993)
De 23 de setembro  (com efeito efetivo a partir de 4 de outubro, após a dissolução armada do Soviete Supremo) a 12 de dezembro de 1993, o governo por decreto (ukaz) foi imposto na Rússia pelo presidente Boris Iéltsin, durante a transição da Constituição Russa de 1978 (que foi modelada a partir da obsoleta Constituição Soviética de 1977) para a atual Constituição de 1993.

### Venezuela (2000–)
O  presidente venezuelano, Hugo Chávez, recebeu o poder executivo da Assembleia Nacional para governar por decreto várias vezes ao longo do seu mandato, aprovando centenas de leis. Chávez governou a Venezuela por decreto em 2000,  2001,  2004,  2005,  2006,  2007,  2008,   2010,   2011   e 2012.   Só entre 2004 e 2006, Chávez declarou 18 “emergências” para governar por decreto. 
O sucessor de Chávez, Nicolás Maduro, também governou por decreto várias vezes desde que foi eleito em abril de 2013. O presidente Maduro governou a Venezuela por decreto durante a maior parte do período de 19 de novembro de 2013  a 2018.     

## Situação jurídica
Algumas democracias, como o México,  a França e a Argentina, permitem o governo presidencial por decreto em tempos de emergência nacional, sujeito a limitações constitucionais e outras limitações legais. Na França, este poder foi usado apenas uma vez, por Charles de Gaulle em 1961 durante a Guerra da Argélia. 
Outros conceitos políticos modernos, como os decretos franceses, as ordens do Conselho na Comunidade Britânica e as ordens executivas nos Estados Unidos baseiam-se parcialmente nesta noção de decretos, embora sejam muito mais limitados no seu âmbito e geralmente sujeitos a revisão judicial.
A Lei de Poderes de Emergência da Irlanda permite que o governo governe por meio de decretos denominados Ordens de Poderes de Emergência em qualquer aspecto da vida nacional, se o parlamento invocar a cláusula de emergência do Artigo 28(3) da Constituição. A Lei, no entanto, permite que o Dáil Éireann anule EPOs específicos em votação livre ou encerre o estado de emergência a qualquer momento. 

## A crítica de Giorgio Agamben ao uso de decretos-lei
O filósofo italiano Giorgio Agamben afirmou que houve uma explosão no uso de vários tipos de decretos (decreto-lei, decretos presidenciais, ordens executivas, etc.) desde a Primeira Guerra Mundial. Segundo ele, este é o sinal de uma “generalização do estado de exceção”. 